# شرابیه
شرابیه نام یکی از محله‌های کوچک شهر قاهره مصر است. این محله در بخش شمالی قاهره قرار دارد.
ریشه نام شرابیه از فعل عربی «شرب» به معنی نوشیدن آمده و نامگذاری آن به‌این خاطر است که پیشهٔ ساکنان آن در روزگار محمدعلی پاشا، فرمانروای مصر، بیشتر آوردن آب از رودخانه نیل و سقایی بوده‌است.